# Henry Herbert (1534-1601)

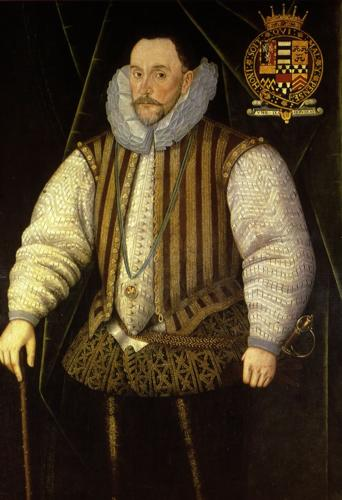
Henry Herbert, 2e graaf van Pembroke

Henry Herbert, 2e graaf van Pembroke (1534 - 19 januari 1601) was een Engels staatsman ten tijde van Elizabeth I.
Herbert  was de zoon van William Herbert, 1e graaf van Pembroke en Anne Parr, hofdame van alle vrouwen van Hendrik VIII. In mei 1553 trouwde hij met Catherine Grey. Het was een huwelijk dat gesloten werd uit politieke motieven en zij lieten het waarschijnlijk al in 1554 nietig verklaren toen Maria Tudor de troon had bestegen. Hij trouwde opnieuw met Catherine Talbot, een dochter van George Talbot, 6e graaf van Shrewsbury. 
Zijn derde vrouw, ook wel aangeduid als zijn tweede gezien de nietigverklaring van het eerste huwelijk, was Mary Sidney, met wie hij in 1576 in het huwelijk trad. Zij kregen vier kinderen, onder wie William Herbert en Philip Herbert, respectievelijk de 3e en 4e graaf van Pembroke.
Herbert was onder meer Lord Lieutenant (vertegenwoordiger van de monarch) van Wiltshire, Somerset, Wales, Glamorgan en Monmouthshire. 
Henry Herbert was een begunstiger van de kunsten, evenals zijn zoons na hem. In de jaren 1590
steunde hij het toneelgezelschap Pembroke's Men, dat als eerste stukken speelde van William Shakespeare  (waaronder het eerste deel van Henry VI) en van  Thomas Nashe en Ben Jonson. Het door de laatste twee geschreven stuk The Isle of Dogs werd in 1597 door Pembroke's Men opgevoerd in het Londense theater The Swan en veroorzaakte een dusdanig schandaal dat het meteen verboden werd. 
Portretten van Henry Herbert en van zijn vader William bevinden zich in het National Museum Cardiff in Cardiff. 